# Orlova (inslagkrater)
Orlova is een inslagkrater op de planeet Venus. Orlova werd in 1985 genoemd naar de Russische actrice Ljoebov Orlova (1902-1975).
De krater heeft een diameter van 19,6 kilometer en bevindt zich in het quadrangle Pandrosos Dorsa (V-5).